# Komani
Komani, tidigare Queenstown, är en stad i Östra Kapprovinsen i Sydafrika. Den grundades år 1853 av sir George Cathcart, som namngav den och dess befästning efter drottning Viktoria.
Staden, som ligger 1 081 meter över havet vid Komaniflodens källa har omkring 100 000 invånare (2020).

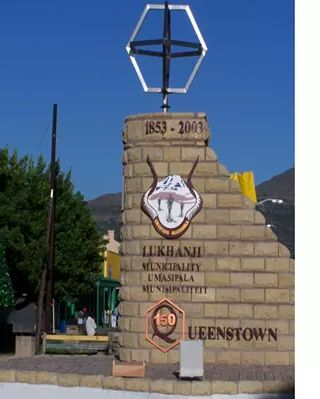
Hexagonmonumentet i Komani.

Queenstown byggdes runt en hexagonal befästning vars struktur fortfarande syns. I samband med stadens 150-årsjubileum placerades en abstrakt skulptur på platsen. År 1880 fick Queenstown järnvägsförbindelse med East London.
Staden bytte namn till Komani år 2016.